# Mäster Samuelsgatan

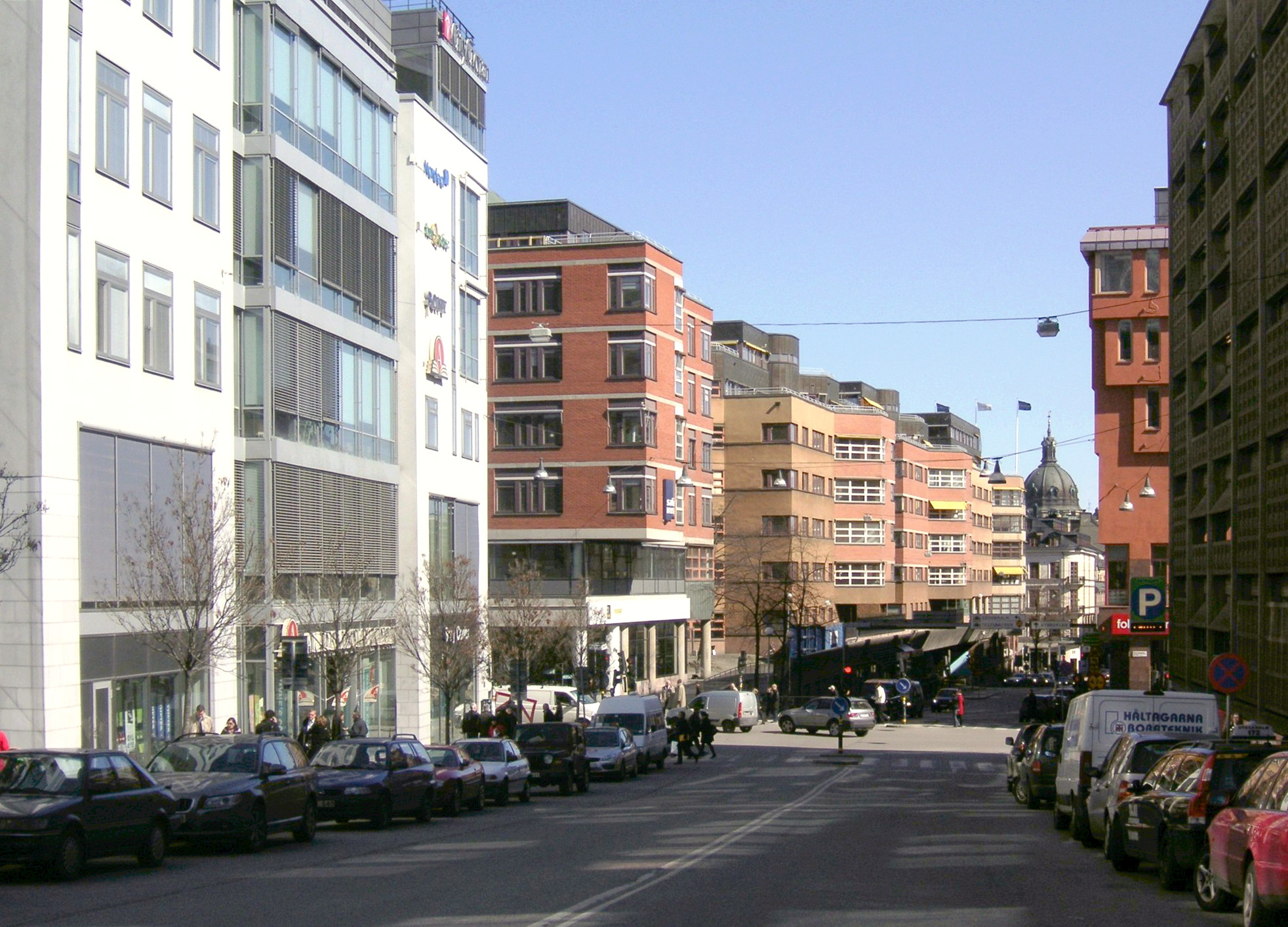
Mäster Samuelsgatan österut, 2008

Mäster Samuelsgatan är en gata i stadsdelen Norrmalm i Stockholm. Den sträcker sig i ost-västlig riktning från Birger Jarlsgatan till Vasagatan och är cirka 1 000 meter lång.

## Historia

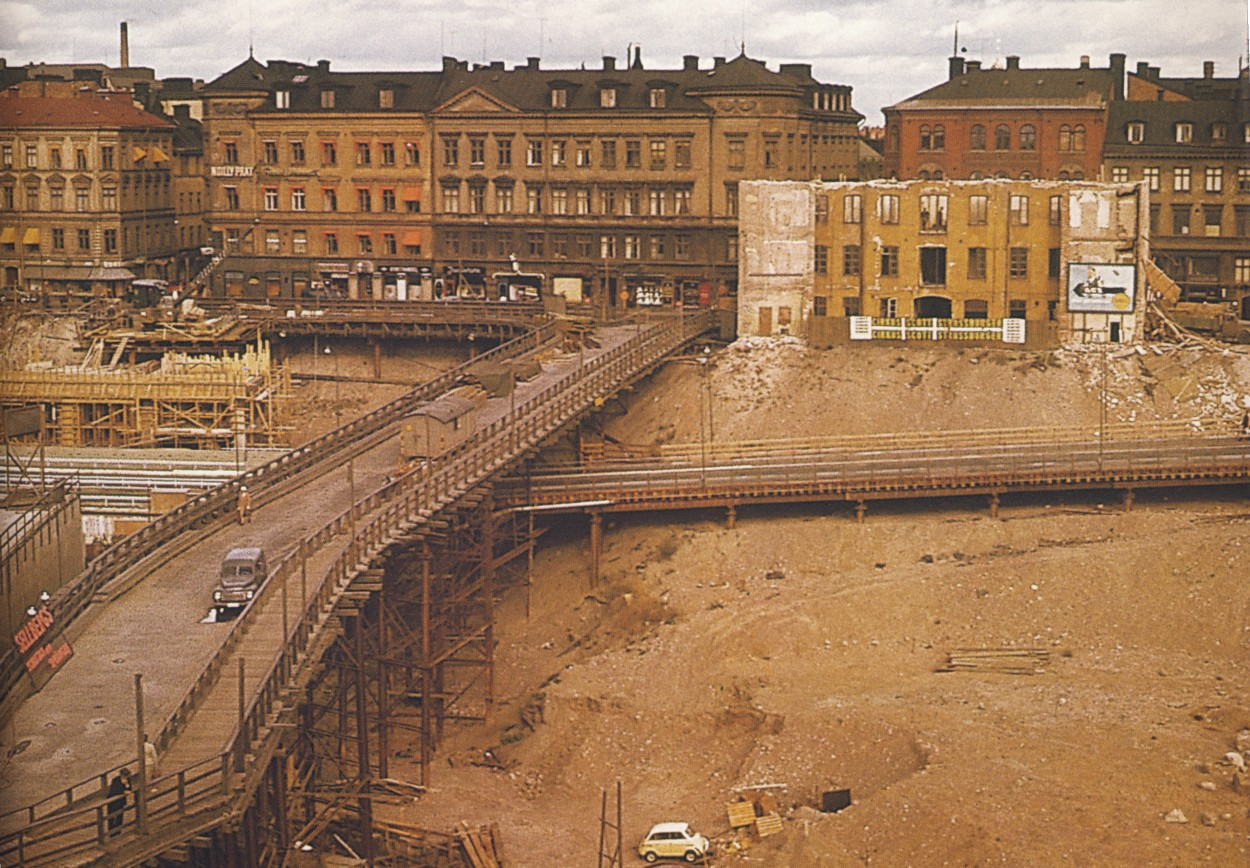
Provisorisk bro för Mäster Samuelsgatan under Norrmalmsregleringen, 1959

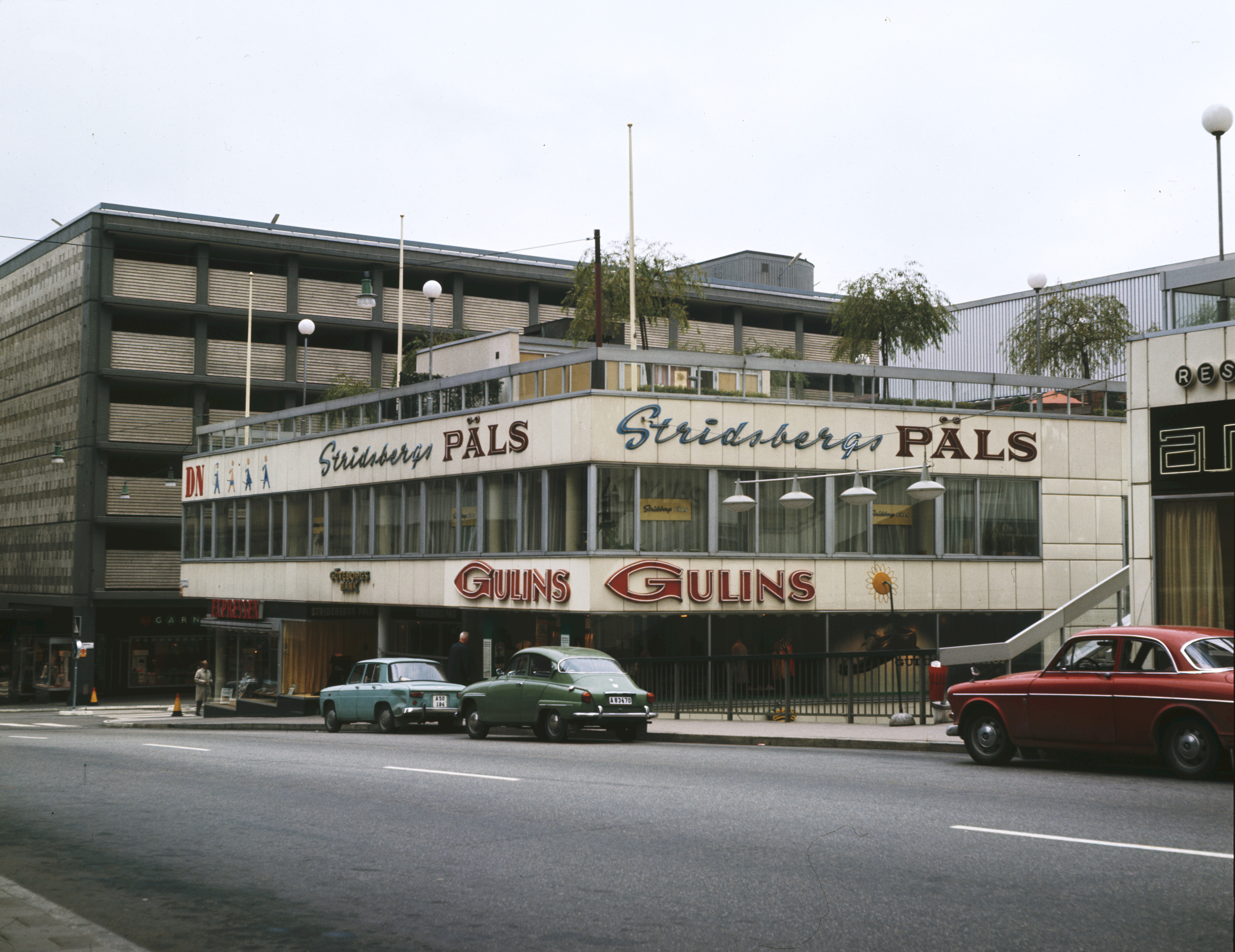
Mäster Samuelsgatan mot Slöjdgatan, i bakgrunden P-Centrum, 1967.

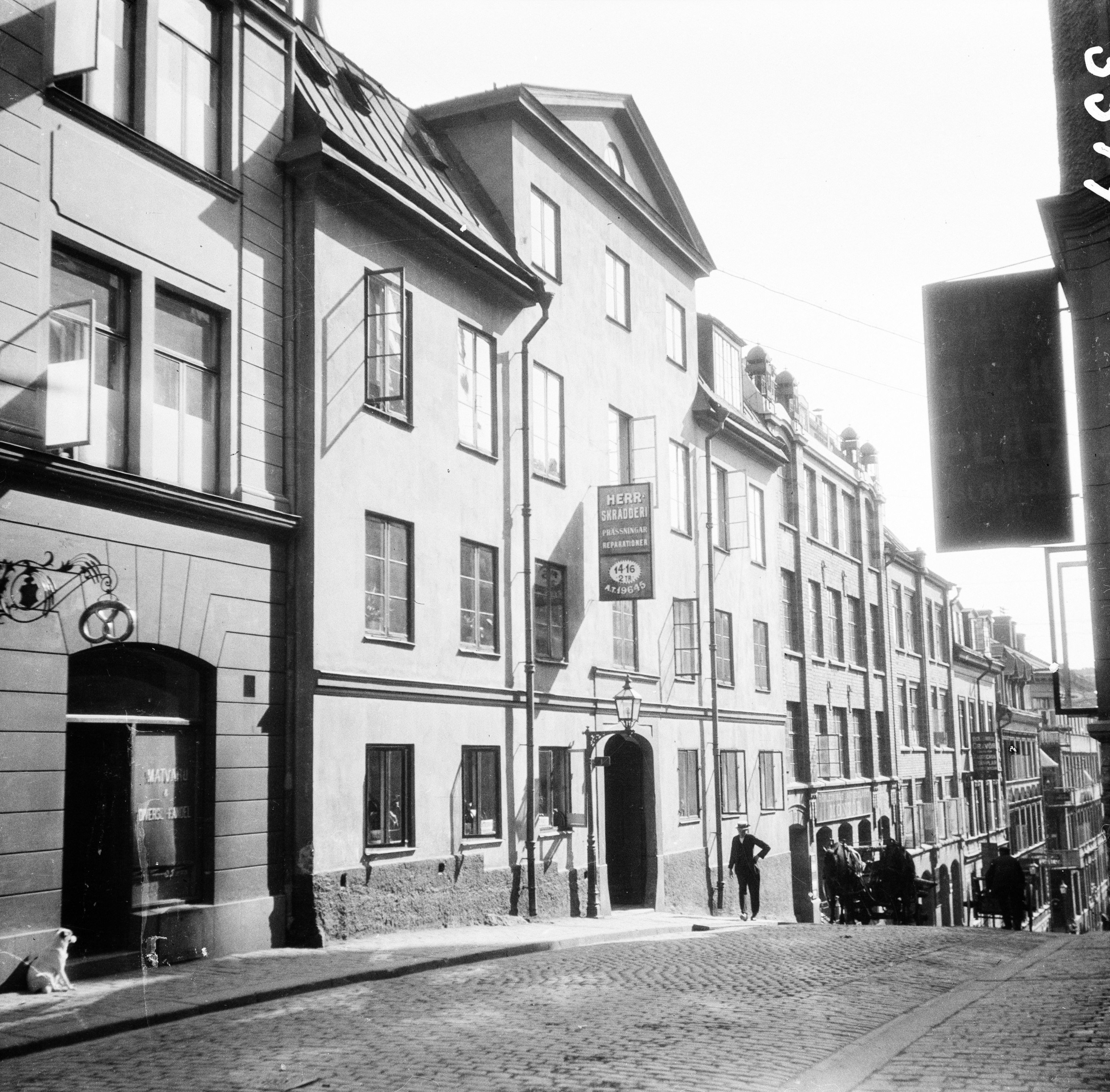
Mäster Samuelsgatan, tidigt 1900-tal, innan Norrmalmsregleringen.

Vid tiden för Stockholms stora reform av gatunamn 1885 bestod gatan av två delar: dels Mäster Samuelsgatan, dels Ålandsgatan. Gränsen var Malmskillnadsgatan. Vid reformen slopades namnet Ålandsgatan. Mäster Samuelsgatan fick sitt nuvarande namn 1857. Tidigare hette den bland annat Långbrogatan (på 1600-talet), Mäster Samuels gränd (på 1650-talet) och Långbro elr Mäster Samuels gr (1733).

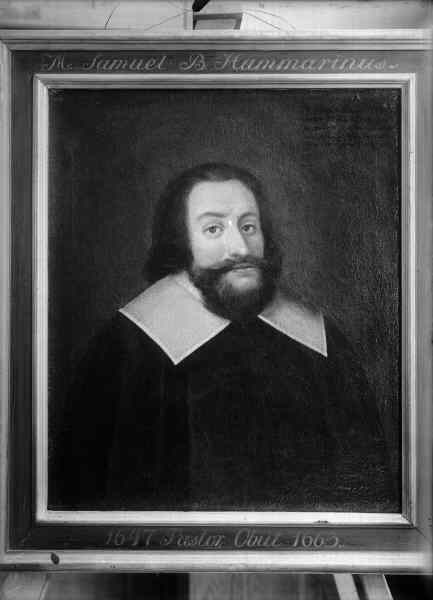
Mäster Samuel

Namnet kommer från kyrkoherden i Klara och Bromma församlingar som hette Samuel Hammarinus (död 1667). Han ägde en tomt i kvarteret Svanen vid dåvarande Långbrogatan. 
Vid omdaningen av Stockholms city, Norrmalmsregleringen, ändrades gatans utseende betydligt när Sveavägen skulle dras fram till Sergels torg. Numera förs Mäster Samuelsgatan med broar över Sveavägen och Sergelgatan, när dessa sänktes cirka 5 meter i samband med Hötorgscitys tillkomst på 1950- och 60-talet. Klaratunneln, som enligt City-planen 1967 skulle föras längre österut, slutar nu vid Mäster Samuelsgatans östra del. 
I hörnet Mäster Samuelsgatan / Slöjdgatan / Drottninggatan uppfördes 1962 Sveriges första parkeringshus för korttidsparkering, kallat P-Centrum. P-Centrum ritades av arkitekten Wilhelm Boijsen och ingenjören Rolf Lerfors och var ett av de 20 parkeringshus som skulle byggas i Stockholm enligt den aldrig fullbordade cityplanen City 67 (se även P-huset Parkaden). P-Centrum revs 1998 och ersattes av kontor och butiker, arkitekt FFNS.
Innan regleringen gick gatan ända fram till järnvägsspåren i närheten av Stockholms centralstation, men när husen revs på båda sidor om gatan och det nya huset byggdes skedde det över gatans forna sträckning och därför tar den numera slut där den tidigare korsade Vasagatan.

## Verksamheter
- På nummer 4 ligger den anrika Restaurang Prinsen
- På nummer 56 låg från 1753 till 1960-talet det välkända bageriet Westerdahl & Karsten
- På nummer 51 låg färgeriet Blå Hand
- På nummer 55–59 låg Walhallasalongen, sedan 1964 ligger här Åhléns City